# 祝千·官却成来嘉措
祝千·官却成来嘉措（？—？）民族及籍贯不详，第九世祝千活佛。

## 生平
官却成来嘉措是第八世祝千活佛玛底巴扎之后的第九世祝千活佛。其后，为第十世祝千活佛洛藏年智嘉措。